# Birwinken
Birwinken (toponimo tedesco) è un comune svizzero di 1 337 abitanti del Canton Turgovia, nel distretto di Weinfelden.

## Storia
Nel 1995 Birwinken ha inglobato i comuni soppressi di Andwil, Happerswil-Buch, Klarsreuti e Mattwil.

## Monumenti e luoghi d'interesse

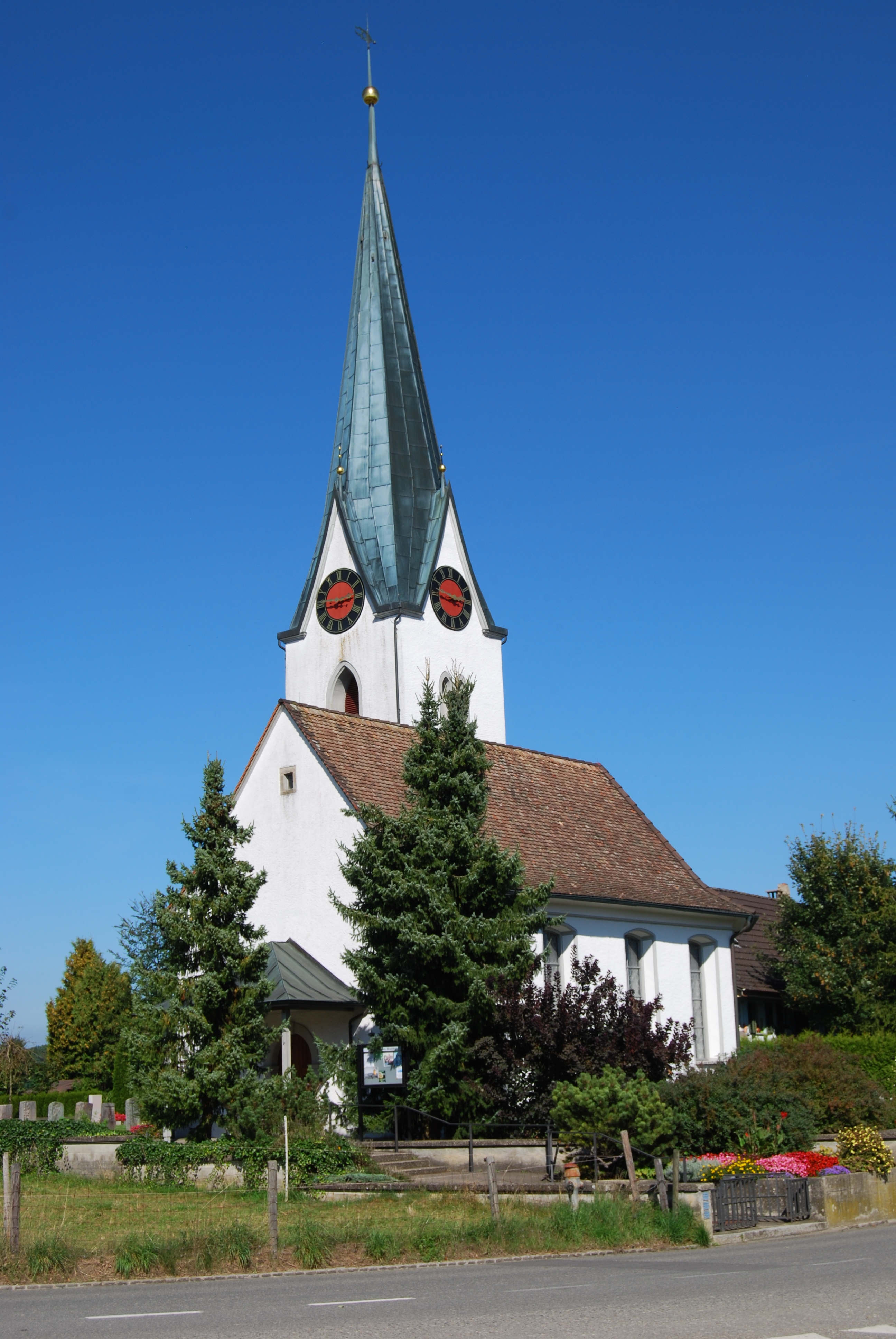
La chiesa riformata

- Chiesa riformata, attestata dal XII secolo[1].

## Società

### Evoluzione demografica
L'evoluzione demografica è riportata nella seguente tabella (con Andwil, Happerswil-Buch, Klarsreuti, Mattwil e, fino al 1990, Guntershausen bei Berg):
Abitanti censiti

## Geografia antropica

### Frazioni
- Andwil[4]
  - Eckartshausen
  - Guggenbühl
  - Heimenhofen
  - Lenzenhaus
  - Ober-Andwil
- Happerswil-Buch[5]
  - Buch
  - Happerswil
- Klarsreuti[6]
- Mattwil[7]
  - Altighofen

## Amministrazione
Ogni famiglia originaria del luogo fa parte del cosiddetto comune patriziale e ha la responsabilità della manutenzione di ogni bene ricadente all'interno dei confini del comune.